# Johana Terezie z Lamberka
Hraběnka Johana Terezie z Lamberka (německy Johanna Theresia von Lamberg, 1639–1716), byla rakouská šlechtična z rodu Lambergů a dvorní dáma španělské královny Marie Anny Habsburské.

## Život

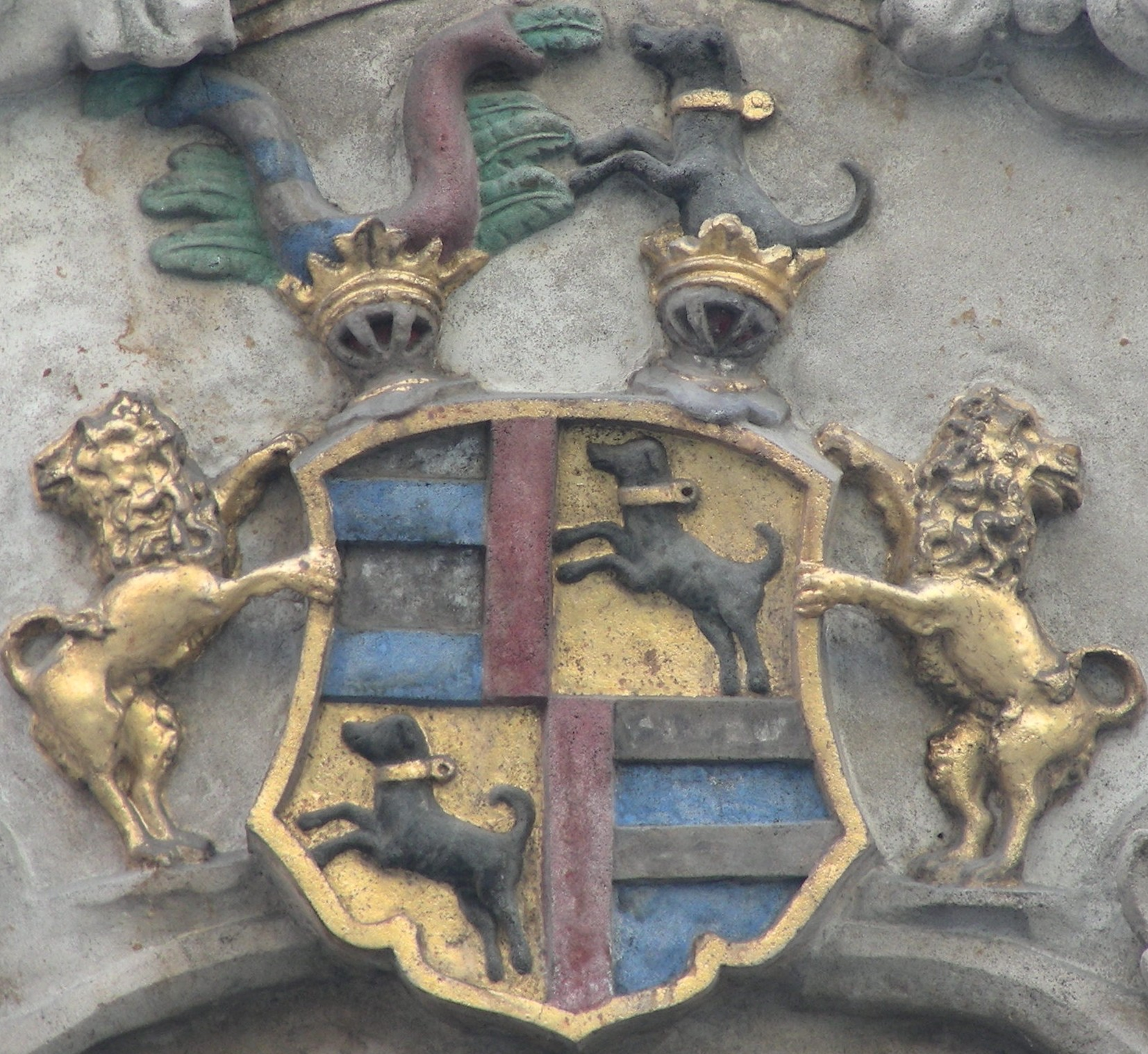
Rodový erb Lambergů (1655)

Narodila se jako druhé dítě a nejstarší dcera diplomata a dvořana hraběte Jana Maxmiliána Nepomuka z Lambergu a jeho manželky, hraběnky Judity Rebeky Eleonory Bruntálské z Vrbna (1612–1690).
V letech 1653–1660 byla dvorní dámou a oblíbenkyní španělské královny-regentky Marie Anny Habsburské, se kterou si dopisovala až do královniny smrti.
Jejím manželem byl Ferdinand Bonaventura I. hrabě z Harrachu (1637–1706), císařský velvyslanec ve Španělsku v letech 1673–1676 a Johana Terezie hrála významnou roli coby prostředník prodeje vysokých úřadů a také v diplomatických službách, zejména ohledně navrhovaného sňatku mezi Karlem II. Španělským a arcivévodkyní Marií Antonií Habsburskou, dcerou císaře Leopolda. K tomuto sňatku nakonec nedošlo, Marie Antonie byla provdána za bavorského kurfiřta Maxmiliána II. Emanuela a král Karel II. se oženil s Marií Luisou Orleánskou.

### Manželství a potomstvo
Dne 2. října 1662 se Johana Terezie z Lamberka provdala za hraběte Ferdinanda Bonaventuru I. z Harrachu-Rohrau, člena stejně starého rodu Harrachů, důvěrníka císaře Leopolda I.
Z jejich manželství se narodilo 9 dětí, sedm synů a dvě dcery. Byli mezi nimi František Antonín a jeho mladší bratři Jan Josef Filip či Alois Tomáš Raimund.